# Boza
El boza (turc) és una popular beguda fermentada d'Albània, Bòsnia i Hercegovina, Bulgària, Macedònia, Montenegro, Romania, Sèrbia, i Turquia. S'elabora a força de blat fermentat a Turquia i amb blat o mill a Bulgària i Romania. És una beguda amb certa consistència densa i amb baix contingut alcohòlic (per regla general entorn de l'1%), i que posseeix un lleuger sabor agredolç.

## Consum i servir
Als diferents països dels Balcans i del mediterrani oriental se serveix aquesta beguda amb lleugeres variants, per exemple a la Macedònia del Nord la boza és molt més lleugera i posseeix un sabor més dolç que en altres països. A Turquia se serveix amb un poc de canyella i cigrons rostits, i és consumit principalment als mesos d'hivern. Se sap que els soldats de l'Imperi Otomà en bevien per mor de la seua font de carbohidrats i vitamines. A Bulgària és part del tradicional desdejuni denominat: «Banitsa amb boza».
A Albània es produeix i es ven principalment a la part septentrional del país; a la capital Tirana es pot comprar fàcilment a les botigues que venen caramels i gelats. Al Sud de Sèrbia la boza es produeix i es ven a tot el seu territori. La variant que es troba a Romania es denomina bragă i és més dolça que a Turquia i Bulgària, però més densa i fosca que la que es pot beure a la Macedònia del Nord.

## Història

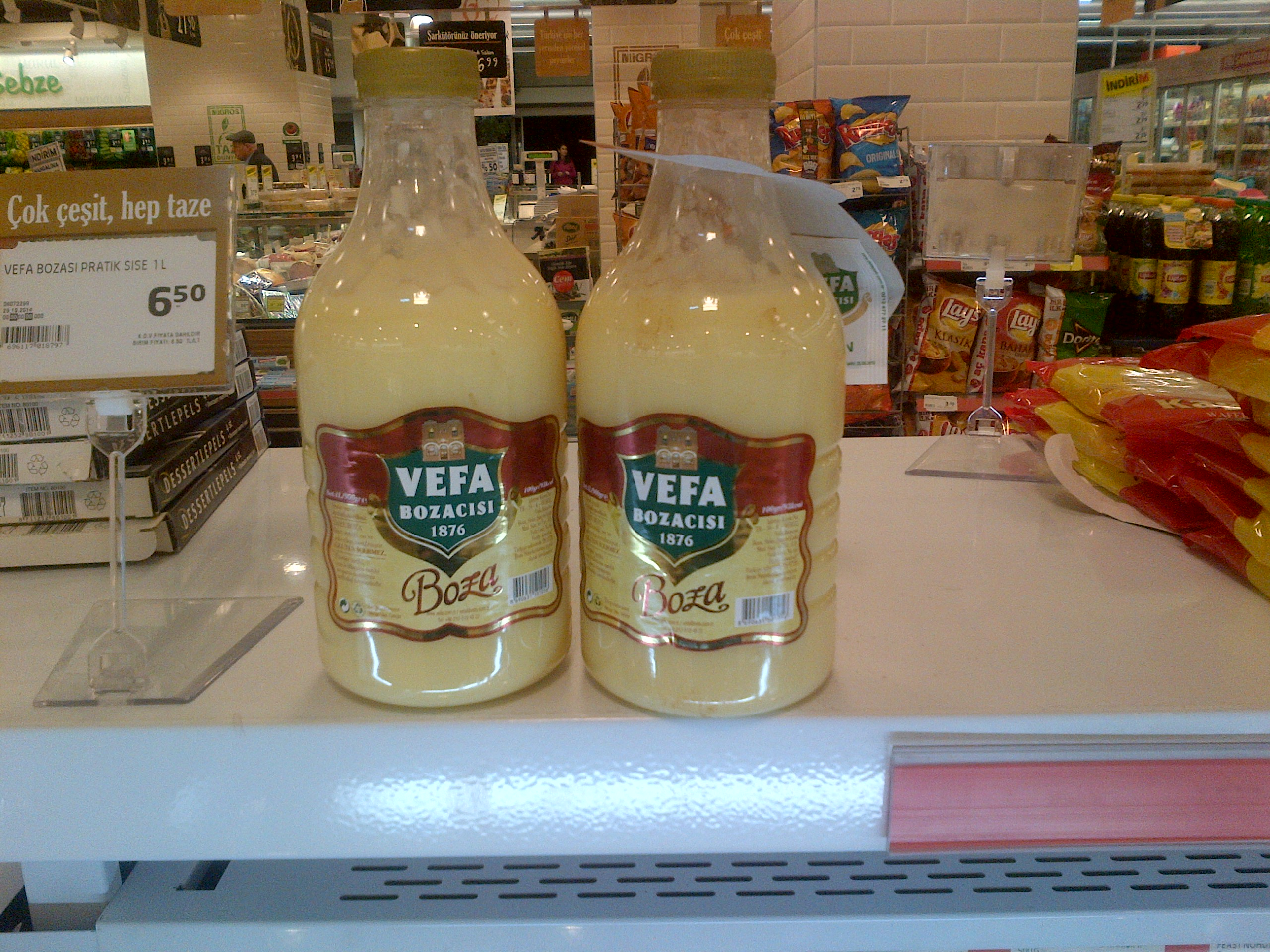
Boza de la famosa marca "Vefa Bozacısı", productors de boza a Turquia des de 1876.

La fórmula de la seua recepta va passar pels otomans i fou divulgada a través dels territoris conquistats per ells. L'historiador grec Xenofont va fer indagacions sobre l'esmentat que es bevia en l'est d'Anatòlia l'any 401 aC, i que s'emmagatzemava en gerres de fang que se soterraven sota el sòl. Aquesta especialitat local es va mantenir en la regió d'Anatòlia fins a l'arribada dels Turcs, que van ser els que van prendre la beguda i li van posar el nom de boza, una paraula que deriva de l'persa buze que significa mill. La boza va tenir els seus moments daurats durant el transcurs de l'Imperi Otomà quan era un dels elements més importants en el comerç entre les ciutats i estats. El consum de boza va ser lliure fins a l'arribada del segle xvi, però l'elaboració de la beguda denominada Tartar boza que es diluïa amb opi va fer que les autoritats la van prohibir, el sultà Selim II (1566-1574).
Al segle xvii el sultà otomà Mehmed IV (1648-1687) va prohibir les begudes alcohòliques, entre les quals es trobava la boza, i va tancar totes les botigues que en venien. Al segle xvii el viatger turc Evliya Çelebi esmenta en el seu diari que la boza era una beguda molt popular al seu temps i que hi havia més de 300 botigues de boza emprant un bon miler persones només a Istanbul. També descriu un tipus de beguda no-alcohòlica i lleugerament dolça similar a la boza i de color lletós que es consumia a gran part pels Albans. En aquestes èpoques es considerava una beguda típica de soldats, degut al fet que no posseeix un gran contingut alcohòlic, la boza pot beure's en grans quantitats sense embriagar, i proporciona alguna eufòria a més de fortalesa a causa dels seus continguts nutricionals. Tal com narra Evliya Çelebi els productors de boza eren molt nombrosos a l'exèrcit. La beguda de boza era permesa en els ambients castrenses.
Al segle xix la boza d'origen albanès era la preferida dins de l'Imperi Otomà degut al fet que era més dolç i s'elaborava sense contingut alcohòlic, mentre que el boza dels armenis era lleugerament àcid i va perdre popularitat. L'any 1876 els germans Haci Ibrahim i Haci Sadik van obrir un establiment a Istanbul al barri de Vefa, proper al centre d'entreteniment, Direklerarası. Aquest boza amb una densitat apreciable es va fer molt popular a la ciutat i és el mateix que en l'actualitat pot provar-se a Turquia. L'empresa que avui existeix fou fundada pels hereus de Haci Sadik i Haci Ibrahim.

## Consum
A Turquia boza es consumeix, generalment, amb leblebi a sobre de la beguda.

## Botigues mítiques

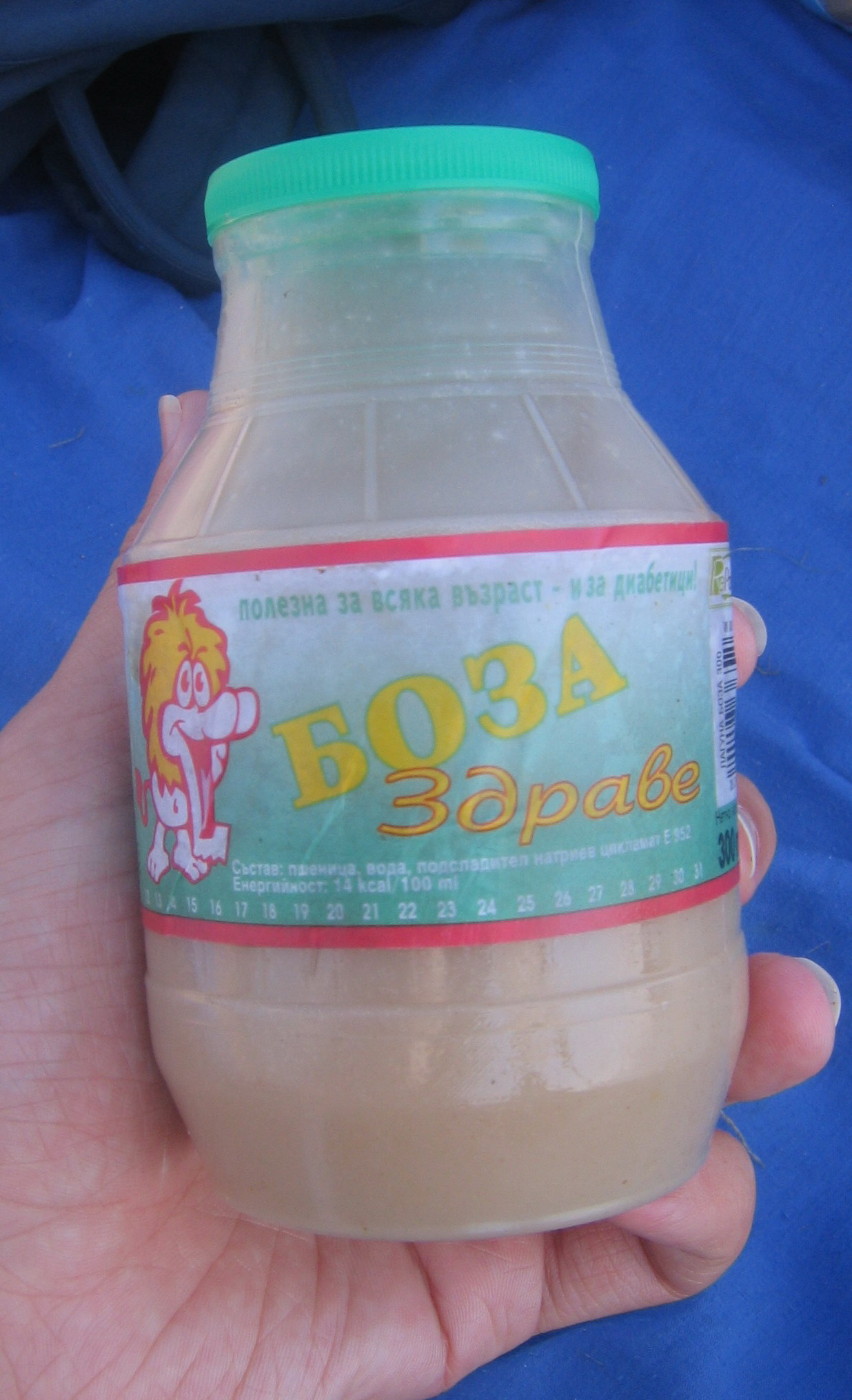
Boza de Bulgària

La botiga del barri de Vefa a Istanbul és a hores d'ara una de les atraccions turístiques del barri. Karakedi Bozacısı de Eskişehir, Akman Boza Salonu d'Ankara i Soydan de Pazarcık, Bilecik són altres venedors menys coneguts a Turquia.
La botiga més famosa de Macedònia del Nord és Apche, situada a l'àrea Debar Maalo, prop del Passadís Universal aSkopje. La botiga fou fundada per Isman Kadri el 1934. La gent li denominava Apche (la píndola), jocosament degut al fet que era creença que la boza guaria totes les malalties. Va reanomenar la botiga el 1940. Altres botigues famoses a Skopje són Palma i Sheherezada.